# Zajec (priimek)
Zajec je priimek v Sloveniji in tujini. Po podatkih Statističnega urada Republike Slovenije je na dan 1. januarja 2011 v Slovenjiji uporabljalo ta priimek 752 oseb.

## Znani slovenski nosilci priimka
- Alfonz Zajec (1932—2017), žirovski kronist, domoznanec in muzealec
- Andrej Zajec (*1937), sabljač
- Anton Zajec (Zajc/Seitz) (1819—1871), pobodar
- Anton (Tone) Zajec (?—1983), agronom
- Ciril Zajec (1927—2011), salezijanec, deloval v Srbiji
- Edvard Zajec (1938—2018), slikar in grafik (pionir računalniške grafike)
- Ferdinand Zajec (Zajc) (1876—1949), duhovnik, organist, slikar
- Franc Ignac Zajec (1865—1886), rezbar, risar
- Franc Ksaver Zajec (1821—1888), slikar in kipar
- Igor (Janez) Zajec (1946—2020), mag. gradbeništva, direktor Slovenskih železnic, športni delavec
- Ivan Zajec (1869—1952), kipar
- Janez (Ivan) Zajec (1842—1872), naravoslovec, geolog
- Janez (Ivan) Zajec (*1942), zdravnik, strok. za rehabilitacijo, zdravstvani delavec, državni sekretar...
- Josip (Jožef) Zajec (1803—1880?), rezbar in podobar,
- Josip Zajec (1883—1973), šolnik
- Jože Zajec (1916—1954), salezijanec
- Jože Zajec (*1950), lutkar, lutkovni tehnolog
- Jože (Jožko) Zajec (*1970), jezuit, slikar
- Karim Zajec, jazz-glasbenik
- Marjan Zajec (1905—1985), pravnik in politik
- Marko Zajec (1817/30?—1888?), podobar (ornamentik, marmorist)?
- Martin Zajec (1811—1888), podobar
- Matjaž Zajec (1945—2024), TV-scenarist, urednik, filmski kritik
- Milan Zajec (1925—2013), domobranec, ubežnik iz jame
- Minka Zajec, psihologinja
- Peter Zajec (~1970), elektrotehnik, prof. FE
- Slavko Zajec (1903—1996), elektrotehnik
- Tine Zajec (1905—1944), zdravnik in partizan
- Valentin Zajec (1807—1884), kipar
- Vaso Zajec (1909—1984), železniški gradbenik

## Znani tuji nosilci priimka
- Tomislav Zajec (*1972), hrvaški pesnik, dramatik, scenarist in pisatelj
- Velimir Zajec (*1956), hrvaški nogometaš